# Alfons van Portugal (1135-1207)
Alfons van Portugal (ca. 1135 - Santarem, 15 maart 1207) was van 1202 tot 1206 de twaalfde grootmeester van de Orde van Sint-Jan van Jeruzalem, hij volgde Geoffrey de Donjon op.
Alfons was een buitenechtelijk kind van koning Alfonso I van Portugal met Flamula Gomez.
Hij weigerde deel te nemen aan de Vierde Kruistocht die gericht was op de christelijke stad Constantinopel. Door zijn stijl van leiding geven raakte de Orde verdeeld. Hierdoor moest hij uiteindelijk ontslag nemen, Alfons zeilde nog datzelfde jaar terug naar Portugal, waar hij het jaar daarop overleed. Hij werd opgevolgd door Geoffroy le Rat.